# Велика Србија
Велика Србија представља идеју о стварању уједињене српске државе настала је у 19. веку у време националног буђења широм Европе и борбе српског народа за независност од османске окупације. Министар у влади Карађорђа, Иван Југовић, створио је 1808. године пројекат једне будуће српске државе која би поред тадашње устаничке Србије обухватала и Стару Србију, Црну Гору, Босну и Херцеговину. Овај пројекат наишао је на одбијање руског посланика Родофиникина који га је сматрао претераним и нереалним, насупрот Родофиникин је нудио свој пројект будуће српске државе која би поред устаничке Србије обухватала део данашње Северне Македоније са Скопљем, као и Видин у Бугарској.
Током 19. века српска интелигенција, уз изузетак мислилаца из левице који су били за Балканску федерацију, углавном је прихватила идеју уједињења свих Срба у јединствену државу. Овакав програм су прихватили и многи српски државници, укључујући кнеза Александра Карађорђевића, Михаила Обреновића, Николу Пашића и многе друге. Током Првог светског рата српски политички прваци се Нишком декларацијом одлучују за стварање Краљевства Срба, Хрвата и Словенаца. Током Другог светског рата у Југославији је вођен грађански рат између партизана, присталица равноправног југословенског уједињења по ондашњем комунистичком схватању (мада су српски комунисти безуспешно покушавали да Босна постане део једне комунистичке Србије, док исто тако и Моше Пијаде није имао 1942. године успеха о стварању једне аутономне српске покрајине у Хрватској) и четника, заговорника стварања Велике Србије у оквиру Велике Југославије. Поразом четника у Другом светском рату поражена је и великосрпска политика, а Југославија је преуређена на федералном принципу. Након Титове смрти, осамдесетих година долази до обнове сепаратистичких покрета и протеривања 103.000 Срба и Црногораца са Косова, чиме долази до обнове тежњи ка уједињењу Срба у другачије уређеној Југославији или новој српској држави.
Великосрпску идеју многи Хрвати и Бошњаци виде као препреку добросуседских односа, док истовременом на српској страни многи аргументују да прича о Великој Србији служи за политичку пропаганду, промовисање личних интереса као и сопствени национализам поменутих народа. Стручњак за питање Велике Србије историчар Чедомир Попов смарао је да се наводи о „великосрпским намерама” често користе у политички антисрпске интересе и да су чињенично нетачни.

## Историја

### Настанак идеје уједињења свих Срба у 19. веку
Идеја уједињења свих Срба у једну државу је уобличена почетком 19. века, након вишевековног живота без сопствене државе, као програм националне интеграције и стварања националне државе у максималним границама. Ова појава почетком 19. века је била уобичајена међу европским народима који су национално буђење доживели у раздобљу током и после Француске револуције и Наполеонских ратова.
Током османске владавине носилац српске државне идеје била је Српска православна црква. Архимандрита пивског манастира и херцеговачког народног првака Арсенија Гаговића 1803. године је у Петрограду примио руски император, где је он изложио свој план о стварању Велике Србије. Руском императору Александру 1804. године стиже и мемоар карловачког митрополита Стефана Стратимировића у коме излаже сличне идеје. Сава Текелија 1805. године настоји да задобије француског цара за стварање „илирског краљевства”. Црногорски владика Петар I Петровић Његош 1807. године шаље руском императору план о обнови Славено-сербског царства, чије би средиште била би Црна Гора, којој би се присајединили Подгорица, Бока которска, Херцеговина, Далмација и Дубровник, који би постао престоница.

### Начертаније Илије Гарашанина (1844)
„Начертаније” (нацрт) некадашњи је тајни „програм спољашње и националне политике Србије”, који је крајем 1844. године написао министар унутрашњих дела Илија Гарашанин (1812—1874) за кнеза Александра Карађорђевића (1842—1858).
Србија се мора и у том смотренију у ред осталих европејских држава поставити, створивши један план за своју будућност, или тако рећи да састави себи једну домаћу политику по којим главним начелима треба Србија кроз више времена стално да се влада и све своје послове по њима постојано да управља.— „Увод” — Начертанија
Према „Начертанију”, Србија би требало да ради на ослобађању Срба и осталих Словена и на припајању суседних области Босне, Херцеговине, Црне Горе и Северне Албаније (што је подразумевало и Косово и Метохију), тада у саставу Османског царства, те касније и Срема, Бачке и Баната, тада у саставу Аустроугарске. Главна пропагандна активност Србије би се заснивала на припремању становништва ових области на сједињење са Србијом. Борба за присаједињење ових области била би вођена постепеним откидањем османских територија, у процесу незаустављивог пропадања царства. Према Гарашанину, Србија полаже историјско право на ове земље, које се темељи на Душановом царству из 14. века. На том темељу треба поново подићи велику српску државу:
У кратко да рекнем: Србија мора настојавати да од зданија турске државе само камен по камен оцепљује и прима како би од овог доброг материјала на старом и добром темељу старог царства србског, опет велику нову србску државу саградити и подигнути могла.— „Најпре да означимо наша отношенија спрема Бугарске” — Начертанија
Гарашанин је за време кнеза Александра био присталица борбе за уједињену српску државу. Касније, као министар спољних послова кнеза Михаила (1860—1868), Гарашанин је еволуирао према југословенском решењу, успостављајући везе са југословенским и илирским покретом у Хабзбуршкој монархији (бискупом Штросмајером) и бугарским револуционарним организацијама. Програм Начертања су следиле све српске десничарске формације до 1918. године и касније.
Политичка и општа несигурност биле су доминантан разлог за писање Начертанија, а не југословенске идеје или српски национализам.

### Српске сједињене државе (1848)
„Српске сједињене државе” је назив политичког програма из 1848. године који су заједно саставили Константин Николајевић, зет кнеза Александра Карађорђевића и Илија Гарашанин, министар унутрашњих дела. План је предвиђао поделу Османског царства на два вицекраљевства, Азијску Турску и Српске сједињене државе, које би ујединиле све Словене европског дела Царства.
Њихов политички програм је даље предвиђао да се од јужнословенских покрајина Аустрије створи друго вицекраљевство под називом Јужна Славонија. Када околности буду дозволиле (Николајевић је био уверен да ће се Хабзбуршка монархија распасти), Српске сједињене државе и Јужна Славонија ујединиле би се у „једно целокупно и чисто Југословенско царство”.

### Срби сви и свуда Вука Караџића (1849)
„Срби сви и свуда” је назив списа Вука Стефановића Караџића из 19. века, у којем је изнео схватања о пореклу, земљама, језику и вероисповестима Срба. Спис је објављен 1849. године у Бечу, као део књиге „Ковчежић за историју, језик и обичаје Срба сва три закона”, али је написан још 1836. године, због чега га неки аутори сматрају првим пројектом Велике Србије.
Вук је своје идеје о томе да су сви штокавци Срби преузео од највећих научних имена у тадашњој филологији, а то су били Јернеј Копитар и Павел Шафарик. Вук наводи:
Заиста се зна да Срби живе у данашњој Србији (између Дрине и Тимока, између Дунава и Старе планине), у Метохији (од Косова преко Старе планине, гдје је Душанова столица Призрен, српска патријаршија Пећ, и манастир Дечани), у Босни, у Херцеговини, у Зети, у Црној Гори, у Банату, у Бачкој, у Сријему, у десном подунављу од више Осијека до Сентандреје, у Славонији, у Хрватској (и у Турској и Аустријској крајини), у Далмацији, и у свему Адријатичком приморју готово од Трста до Бојане.” Притом, не зна се „докле Срба има у Арнаутској и у Маћедонији.
У чланку се тврди да су Срби сви који говоре српским језиком, а српским језиком Вук назива све штокавске говоре. Тако он закључује да постоје „Срби трију закона” (односно вера), али само они „грчког закона” (православне вере) себе зову Србима или „Србљима”, а остали „овога имена неће да приме”, па се они „закона турскога” називају Турцима, а они „закона римскога” себе зову по местима у којима живе, нпр. Славонци, Босанци (архаично Бошњаци), Далматинци, Дубровчани или у Бачкој Буњевцима, у Срему, Славонији и Хрватској Шокцима, а око Дубровника и по Боци Латинима. Ово су још неки Вукови савременици, али и наследници, а посебно хрватски филолози, оцењивали као пристрасност и национализам. У наредним годинама су објављени опсежни осврти више аутора, а међу њима је дело Анте Старчевић у којима се побија Караџићев језички пансрбизам (списи Богослава Шулека, Анте Старчевића, Мирка Боговића, Адолфа Вебера Ткалчевића и других).

### Политика Михаила Обреновића (1860—1868)
Кнез Михаило Обреновић се током своје друге владавине (1860—1868) умногоме ослањао на политички програм „Начертанија”, са Илијом Гарашанином као министром иностраних послова. Његова политика, ношена „великом идејом”, ишла је за стварањем народних држава, акцијом самих југоисточно европских народа без мешања страних сила. Као минимум предвиђао је да Србија из те целе акције добије Босну и Херцеговину. Порта је одбијала Михаилове предлоге да његову вазалном подручју припоји Босну и Херцеговину, сматрајући те његове тежње као део руских аспирација на Истоку.
Политика кнеза Михаила имала је подршку Француског царства на челу са Наполеоном III, чији је план за решење источног питања у југоисточној Европи узимао Србију као Пијемонт око кога је требало да се окупе сви јужнословенски народи, укључујући и Бугаре. Француски министар иностраних послова Тувнел се надао се да ће Србија ујединити Босну, Херцеговину, Црну Гору и Бугарску и да ће тежити да уједини и целокупно словенско становништво Аустрије. Кнез Михаило Обреновић је са бугарским емигрантима у Букурешту 14. јануара 1867. закључио Букурештански споразум о заједничкој држави Срба и Бугара. Француска је објавила свој програм за реформе у Турској нотом од 22. фебруара 1867.
Аустрија је била енергично против ових планова, сматрајући да не може никако допустити проширење Србије која би тако постала привлачан центар и за Јужне Словене Аустријског царства. Након пораза у Француско-пруском рату (1870—1871) француска политика је за дуже време потиснута са југоисточне Европе. После смрти кнеза Михаила и руска политика у југоисточној Европи се одвратила од Србије, у којој су почеле превлађивати унутрашње слободњачке струје и јачати се демократија. Руска влада почела је преносити тежиште своје политике на Бугаре који су били у ближој сфери руских интереса и могли боље послужити непосредним руским циљевима на Истоку.

### Марковићева критика
Српски социјалиста Светозар Марковић у многим делима („Велика Србија” 1868, „Србија на истоку” 1873, „Социјализам и друштвено питање” 1874) критикује идеју Велике Србије. Он је ову „велику мисао” сматрао опасношћу за државне тадашње Кнежевине Србије, упозоравајући да се „Основати Велику Србију значило би пренети владу над Босном и Херцеговином од султана на породицу Обреновића”. Критикујући политику кнеза Михајла, Марковић закључује следеће:
Ми велимо да је ова политика била ништавна стога што су против ње биле неодољиве препоне. Прва и најјача препона је независна Црна Гора, која је на Херцеговину, Босну и Стару Србију гледала исто као и Србија, и која је, шта више, јасно тежила да оснује сасвим независну српску државу. Друга је снажна препона била властела босанска са њеним давнашњим правима. Добити Босну мирним путем, било је немогућно, ако се властели не ујамче њена старинска права; а то би значило оставити босанску рају у ропству као што је и била. На то се није смела решити влада, која је ишла да „ослободи” браћу у Босни. Добити Босну ратом, то би значило изазвати социјалну револуцију у Босни, уништити домаћу аристокрацију, која тамо постоји од толико векова; а кад би се одушевљена раја ослободила од једним господара, да ли би се она слагала да дође под српске пандуре, капетане и остале господаре?— Светозар Марковић, Србија на истоку, 1892.
Према Марковићу, немогућност подухвата Велике Србије лежи у чињеници да српски народ живи измешан са другим народима, без јасно одређених географских и етнографских граница, тако да би морао „узети улогу освајача” према суседима:
Српски народ се с једне стране меша с Бугарима, с друге с Хрватима и с треће с Румунима, а два народа, Бугари и Хрвати, његови су најближи рођаци по крви и језику. Где су границе „сједињених Срба”, нове српске државе? То је тешко остварити, ако не желимо да се посвађамо са свим тим народима... Српски народ нема никаквих географских или етнографских граница којима би био одређен као једна јединствена целина. Да би се створила држава од пет до пет и по милиона Срба, српски народ би морао да буде у непријатељском односу с Бугарима, Хрватима и Румунима. Морао би да преузме улогу освајача, како то Мађари данас чине.
Светозар Марковић, који је и сам био за ослобођење Срба који живе под османском или хабзбуршком влашћу, изричито је одбијао улогу Кнежевину Србију као „Пијемонта Јужних Словена” и политику територијалне експанзије Србије, која би припојила и мешовите области. Он је сматрао да свака нација треба у свом политичком и друштвеном животу да буде самостална, да не буде потчињена ни једној другој нацији. Он је изричито одбацивао позивање на „историјска права” речима: „принцип националности одриче се свих историјских права”. Посебно је сматрао штетним уједињење српских земаља позивањем на Душаново царство. Сматра је да идеја Велике Србије иде у прилог политици која тежи да у земљи утврди неограничену моћ династије Обреновић. Марковић наглашава да би нова српска држава, настала освајањем, по нужди постала војнополицијска и снагу би трошила у одбрани од спољних непријатеља, занемарујући сопствени умни и културни развитак. Уместо тога, Марковић предлаже стварање Балканске федерације, односно савеза српског народа са другим балканским и јужнословенским народима.

### Карта српских земаља Милоша Милојевића (1872)
Милош Милојевић, српски историчар, политичар и књижевник (1840—1907), 1872. године је објавио своју тенденциозну историјско-етнографску-географску карту Балканског полуострва, у којој је све земље насељене Јужним Словенима сматрао српским земљама. Хрвате је назвао Србо-хрватима, Словенце Србо-словенцима, Бугаре Србо-бугарима, односно Србо-рашанима итд. Због својих „мегаломанских” тврдњи да готово цело Балканско полуострво припада Србима (од Црног до Јадранског мора), међу Бугарима је остао упамћен и као „луди Милош” (буг. лудия Милош).

### Аустроугарске реакције на Велику Србију
Аустроугарска је за Гарашаниново „Начертаније” сазнала тек 1883. године. Жестоко је се противила остварењу српских планова, понајвише због тога што је сама претендовала да заузме Босну и Херцеговину и да се шири на исток, а сама је то представљала као претензије суседне Кнежевине Србије на традиционалне историјске области хабзбуршке круне, насељене Јужним Словенима.
Већ 1876. године, када је српски кнез Милан подржао устанак хришћанског становништва у Херцеговини и Босни против турске владавине и објавио рат, између руског државног канцелара, кнеза Горчакова, немачког канцелара Бизмарка и аустроугарског председника владе Андрашија, на аустроугарски притисак у Берлинском меморандуму усаглашено да у случају победе Срба силе неће толерисати настанак велике словенске државе.
Доласком Бенјамина Калаја у окупирану Босну, борба против "великосрпске опасности" постаје један од главних аспеката аустроугарске политике, која циља да сузбије српски фактор и удружи Муслимане и Хрвате, са даљим циљем да Муслимане покатоличи.

### Уједињење или смрт
Почетком 20. века је основано више револуционарних организација чији је циљ био уједињење свих српских, односно јужнословенских области са Краљевином Србијом, на коју се гледало као на „југословенски Пијемонт”.
Црна рука (званичан назив Уједињење или смрт) било је тајно завереничко друштво на чијем је челу био српски официр Драгутин Димитријевић Апис. Ова организације је имала велики утицај на политику Краљевине Србије, посебно након извођења Мајског преврата 29. маја 1903. године у коме су њени припадници убили краља Александра Обреновића и краљица Драгу, доводећи Петра Карађорђевића на српски престо. Црна рука је имала за циљ да уједини „све српске покрајине: 1. Босну и Херцеговину, 2. Црну Гору, 3. Стару Србију и Македонију, 4. Хрватску, Славонију и Срем, 5. Војводину, 6. Морску Обалу (Далмацију)”. Након територијалних проширења Србије у Балканским ратовима, Црна рука се посебно усредсредила на области у саставу Аустроугарске.
Млада Босна је била револуционарна омладинска организација, настала око 1904. године, која се борила против окупације, а потом припајања Босне и Херцеговине Аустроугарској, а за њено припајање Србији и другим јужнословенским земљама. Поједини чланови ове организације су сарађивали са Црном руком. Њен члан Гаврило Принцип, уз подршку Црне руке, 28. јуна 1914. године извршио је Сарајевски атентат на аустроугарског престолонаследника Франца Фердинанда, што је Аустроугарској био повод за рат против Србије, који је прерастао у Први светски рат.
Народна одбрана била је српска паравојна организација основана 1908. године (у време Анексионе кризе) у циљу припајања Босне и Херцеговине Србији. Ова организације је прикупљала добровољце и припремала их за оружану акцију, такође је организовала, припремала и увежбавала комитске чете способне за посебно и самостално ратовање. Добровољачки одреди су распуштени 31. марта 1909, али је Народна одбрана опстала и своје акције усмерила ка Старој Србији.

### Борба за Македонију (1904—1908)
Борба за Македонију (1904—1908) била је борба новооснованих балканских држава (Бугарска, Грчка и Србија), за припајање Македоније и других делова Балкана, који су после Берлинског конгреса 1878. године, остали у саставу Османског царства.
Становништво Македоније је било језички, верски и етнички изразито разноврсно (Бугари, Турци, Грци, Албанци, Цинцари, Роми, Срби и остали). Српска и бугарска пропаганда је била углавном усмерена на тада још увек национално неопредељене македонске Словене, док је грчка пропаганда претежно била усмерена на Грке, Цинцаре као и на Словене из Егејске Македоније, који су називани славофоним Грцима. Све три суседне државе су спроводиле образовне и пропаганде активности, отварањем школа у Македонији на њиховим националним језицима и вршењем србизације, бугаризације и хеленизације. Поред тога, ове државе су слале своје комитске (односно четничке) одреде које су се сукобљавале са османском војском и полицијом, а неретко и међусобно.

### Територијална проширења Краљевине Србије (1912)
У складу са спољнополитичком оријентацијом зацртаном у „Начертанију”, српска војска је напала Османско царство у Првом балканском рату октобра 1912. године, продирући у Македонију, Рашку, Косово, Метохију и северну и средњу Албанију.
Српска војска је 5. октобра 1912. године прешла границу ка Македонији код Врања и Преполца, оглашавајући рат Османском царству. Међутим, још две недеље пре тога српске чете су већ запоселе цео Козјак и подигле козјачка села у борбу против Османлија. И у Козјаку, и у бици на Куманову, и пред Прилепом, и на Косову и на Призрену и Битољу, српске чете су постигле велики војни успех.
Српска војска ослобађа Косово и Призрен, а црногорска део Метохије, Ђаковицу и Призрен. Са османске стране су наишли на слаб отпор, а једине значајне препреке српском напредовању пружале су албанске јединице Исе Бољетинца, Идриза Сеферија и Бајрама Цурија. Лоше организован оружани отпор становништва лојалног Османлијама српска војска је сломила за неколико месеци. Српски одреди након тога прелазе у освајање северне и средње Албаније, заузимајући у октобру 1912. велики део албанске обале заједно са луком Драч. Из Албаније се повлаче тек након Аустроугарске претње ратом у јесен 1913. године.
Претензије према Албанији су се у овом периоду правдале потребом изласка Србије на Јадранско море. Етнички аргумент овде никада није играо улогу, па је Јован Цвијић, и сам поборник ове идеје, српско заузимање албанских крајева назвао „антиетнографском нужношћу”. Претензије према Албанији су углавном биле актуелне у првој половини 20. века, да би након Другог светског рата биле напуштене.

### Лондонски споразум (1915)
У Лондонском тајном уговору Тројне антанте са Италијом, Србији и Црној Гори су нуђена територијална проширења у случају победе Савезника у Првом светском рату.
После дугих преговора, у Лондону је потписан тајни споразум о преласку Италије на страну Савезника, с тим да она добије, што се тиче југословенских земаља, део Далмације до изнад Сплита, и сва већа острва, сем Брача и Шолте, док би Србији и Црној Гори, према том Уговору, припао јужни део јадранске обале, почев од рта Плоче изнад Трогира, све до луке Драч, која би остала у поседу Албаније. Пошто је српска влада била чврсто опредељена за југословенску опцију (чије је реализација била неизвесна, с обзиром да су савезници, све до пред сам крај рата, имали у виду опстанак Аустроугарске) она се успротивила овом плану, чиме је изгубила и оно мало италијанског кредита, што ће је коштати током повлачења кроз Албанију.
Италија је касније још једном предложила Србији да приђе Четворном споразуму (Уједињено Краљевство, Француска, Русија и Италија) и да тако и формално постане савезник, што је Никола Пашић одбио, јер би то значило признати и Лондонски тајни уговор и издати ратне циљеве.

### Стварање Краљевства Срба, Хрвата и Словенаца (1918)
По завршетку Првог светског рата, у складу са ратним циљевима Србије изнетим у Нишкој декларацији, створено је Краљевство Срба, Хрвата и Словенаца, чиме је српски национални програм доживео своје остварење. Краљевство је објединило територију тадашње Србије са аустријским јужнословенским областима, под српском владарском династијом Карађорђевића. Српски политичари су сматрали Србију за носиоца југословенског јединства (као што је Пијемонт био за Италију или Пруска за Немачку), а на новоформирану краљевину су гледали као проширену Србију. Срби су сматрани државотворним народом и главним творцима Југославије, а њихов „домаћински однос према држави” је глорификован.
Према оцени недељника Тајм, Срби, предвођени Пашићевом владом, су желели Велику Србију, што је значило јаку централизовану владу за целу нацију. Користећи тактику полицијског застрашивања и намештања избора, Пашић је умањио значар опозиције у парламенту, стварајући централизацију моћи у рукама Срба.
Унитарно уређење и српска доминација у новој држави су имали бројне противнике, међу којима су били: зеленаши, присталице свргнутог црногорског краља Николе, хрватска опозиција (на првом месту Хрватска сељачка странка), која је тражила аутономију Хрватске, Унутрашња македонска револуционарна организација, која се борила за независност Македоније, Косовски комитет, који се борио за припајање територија насељених Албанцима (Косово, западна Македонија и делови Рашке области) Албанији и Комунистичка партија Југославије која се борила за преуређење државе на републиканским и федеративним основима.
Немогућност функционисања заједничке југословенске државе довела је до постепеног обнављања великосрпске идеје у јавности. Међу српским политичарима је сазревало уверење да су уједињењем погрешили и да ипак треба створити Велику Србију. Они су сматрали да не смеју дозволити да „српство буде и даље понижавано и малтретирано и да се они који су у рату побеђени понашају када су они победници”. Као решење српског националног питања, често је предлагана „ампутација Хрватске”, у суженим границама. У марту 1928. године радикалски посланик Пуниша Рачић је на седници Народне скупштине захтевао да се држава преуреди и преименује у Велику Србију.

### Концепт Српског културног клуба
Због нерешеног националног питања у Краљевини Југославији, група српских интелектуалаца формира Српски културни клуб (ССК) који ће реафирмисати великосрпску идеју. Ова организација је имала за циљ да понуди „један истински велики програм и његово извођење основано на стварности.” Оснивачи Српског културног клуба били су Слободан Јовановић и Драгиша Васић.
Оно у чему смо после уједињења погрешили треба поправити.— Једна од парола ССК-а
Српски културни клуб је Војводину доживљавао као област у којој је српска национална мисао угрожена те стога треба истицати српски карактер те области. Босанску крајину је означавао „предстражом Београда”, истичући да област Босне и Херцеговине мора целовита ући у будућу српску територијалну јединицу. СКК је предано радио на издвајању Срема из састава Бановине Хрватске (срезови Даљ, Винковци и Вуковар). Истицао је да је Далмација ни етнички, ни географски, ни историјски, ни културно, ни привредно није само хрватска. Потенцирао је српски карактер Македоније и истицао значај Косова и Метохије за свест српског народа. Све те области сматрао је српским земљама и у њима водио широку пропагандну акцију.
Године 1937. секретар Српског културног клуба и доцент Филозофског факултета у Београду Васа Чубриловић, упутио је државним органима поверљиви документ под називом „Исељавање Арнаута”, који говори о решавању Албанског питања, односно о смишљеном, систематском и енергичном исељавању Албанаца из Југославије и асимилацији оних преосталих. Чубриловић се том приликом позива на примере Немачке и Русије:
Ако Немачка може да протера десетине хиљада Јевреја, ако Русија може да пресели милионе људи са једног краја континента на други, неколико стотина хиљада протераних Албанаца неће изазвати рат.— Васа Чубриловић
Чубриловић даље предлаже методе државног притиска, отпуштања, хапшења, насиља, застрашивања, подмићивања, слања паравојних јединица и паљења насеља, у циљу што масовнијег исељења албанског становништва.

### Други светски рат и подела Југославије
Након пораза у краткотрајном Априлском рату, Југославија је била подељена међу силама Осовине. Хитлер је окарактерисао Србе као главне кривце за рат и поделио Србију на више окупационих зона. Хрвати су добили независност, и њихова држава се простирала од Словеније до Земуна. Обухватала је данашњу Хрватску, Босну и Херцеговину и Срем. Словенију су поделили Италијани и Немци (то је била једина територија коју су Немци директно анектирали), Бачку и Нови Сад добили су Мађари, Бугари су добили већи део Македоније и део југоисточне Србије, Италијани су добили Косово и преостали део Македоније и припојили их марионетској Великој Албанији. Црна Гора је постала италијански протекторат. Преостали део Србије је био организован у војну управу под генералом Миланом Недићем.
Одмах по успостављању Независне Државе Хрватске, на челу НДХ са усташким поглавником Анте Павелићем, започињу масовни прогони и убиства, чији је циљ био да се Хрватска очисти од Срба. На територији НДХ су основани концентрациони логори, од којих је најпознатији био Логор у Јасеновцу у којем је убијено више стотина хиљада људи (претежно Срба, Јевреја, Рома, као и Хрвата неистомишљеника, претежно комуниста).

### Хомогена Србија Стевана Мољевића (1941)
„Хомогена Србија” је дјело аутора Стевана Мољевића, српског и југословенског правника, адвоката, политичара и публицисте. Супротно претпоставкама Илије Гарашинина који је вјеровао да снага државе произилази из њене величине и организационих принципа, Мољевић наглашава своју снагу изводи из степена до кога се њено становништво идентификује са државом. Мољевић је вјеровао да побједничка Краљевина Србија 1918. године направила озбиљну грешку када је одлучила да успостави Југославију умјесто да јасно одреди границе Србије.
Одмах након капитулације Југославије послије Априлског рата, Мољевић је створио концепт „хомогене” Србије и тријалистичке Југославије. Концепт „Хомогене Србије” је званично заговарао „Велику Југославију” и у њој „Велику Србију”.
Мољевић је написао другу расправу под називом „Мишљење о нашој држави, њеним границама” и заједно са Хомогеном Србијом, Мољевић је то представио Драгиши Васићу.
Џон Р. Ламп је указао на значајне детаље као тај да Централни национални комитет има секундарни статус, док Мољевић није дошао на истакнути положај у Комитету 1943. године, провлачећи концепт Мољевићеве Хомогене Србије као централни дио кохерентног скупа четничких ратних циљева.

### СвеСрбија Милана Недића (1943)
„СвеСрбија” је био назив предложен од стране генерала Милана Недића, у својству председника владе окупиране Србије, за пројекат нове српске државе која би постојала у оквиру европског „Новог поретка” створеног од стране нацистичке Немачке. Пројекат је предвиђао уједињење Србије и Црне Горе (у њиховим тадашњим, ратним границама) са одређеним деловима територије Босне и Херцеговине и мали део Хрватске који су се налазили у оквиру Независне Државе Хрватске. Делови који је требало да буду искључени из састава НДХ су углавном одговарали оним деловима БиХ који нису ушли у састав Бановине Хрватске на основу Споразума Цветковић-Мачек из 1939. године.
Милан Недић је свој пројекат званично предложио Адолфу Хитлеру током њиховог јединог сусрета одржаног у Немачкој септембра 1943. године. Међутим, Хитлер није био заинтересован за обнављање државности Србије и њена територијална проширења, тако да је предлог Недића још током састанка одбијен. Анте Павелић и власти НДХ су дошле до копије мапа које је Недић однео Хитлеру на разматрање и штампале су их јавно у виду пропагандног летка у јесен 1943. године као илустрацију наставка „српске претње” хрватском народном и државном животу.

### Стварање СФРЈ
Победом партизана у Другом светском рату, у складу са одлукама другог заседања АВНОЈ-а у Јајцу 1943. године, обновљена је југословенска држава на републиканским и федералистичким принципима, у којој је планирано да јужнословенски народи (Срби, Хрвати, Словенци, Македонци и Црногорци) живе у уставним републикама са једнаким правима. Створено је шест социјалистичких република, а на територији СР Србије су створене две аутономне покрајине. У социјалистичкој федеративној републици Југославији, званична идеологија је била братство-јединство, а национализам је сматран штетном појавом.

### Споразум Павелић—Стојадиновић (1954)
Споразум Павелић-Стојадиновић је био послератни споразум у емиграцији између усташког вође и бившег поглавника Независне Државе Хрватске Анте Павелића, и српског радикалског вође и бившег председника краљевске владе Милана Стојадиновића, потписан крајем 1954. године у Буенос Ајресу. Споразум је предвиђао разбијање Федеративне Народне Републике Југославије (ФНРЈ) на три независне државе: Словенију, Хрватску и Србију. Овај нови српско-хрватски споразум који је требало да замени застарели Споразум Цветковић-Мачек из 1939. године, којим је успостављена Бановина Хрватска.
Евентуални споразум је једини начин да се коначно стане на крај међусобном уништавању ... Јер Срби и Хрвати су стотинама година живели у посебним државама и увек у најбољем пријатељству, те сам сигуран да ћемо опет бити упућени једни на друге и помагати се у одбрани заједничких интереса.— Милан Стојадиновић
Граница између Хрватске и Србије (од севера ка југу) је требало да прати већ постојећу границу (као компромисну) између СР Хрватске и СР Србије (САП Војводине) до реке Саве и границе са СР БиХ; затим је граница требало да прати реку Саву до ушћа са Босном; да иде реком Босном, затим планинским врховима до почетка доњег тока реке Неретве и потом доњим током реке Неретве до Јадранског мора. На овај начин Босанска Крајина је требало да припадне Хрватској, док би највећи део централне са источном Босном, источна Херцеговина и јужна Далмација припали Србији. Дубровник је био једина спорна тачка споразума. Док је Стојадиновић говорио о Дубровнику као српском, Павелић је најављивао могућност плебисцита, или самостални Дубровник. Споразум је предвиђао и мирно пресељење (уз размену имовине) свих Срба који би се затекли у границама Хрватске, и свих Хрвата и Муслимана (који су третирани као Хрвати) који бу се затекли у оквиру Србије.
Овај споразум неки сматрају за темељ о којем ће Милошевић и Туђман разговарати у Карађорђеву 35 година касније".

### Крај двадесетог века
Велика Србија је појам неизвесног порекла, а многи историчари сматрају да је то име плод аустроугарске пропаганде против српске и југословенске идеје крајем 19. и почетком 20. века. Према мишљењу Добрице Ћосића концепт је настао 1903. године на „издајничком сабору” у Загребу, када су јужнословенски политичари и интелектуалци лојални Аустроугарској монархији осудили политику државног и националног уједињења Срба и свих Југословена.
На суђењу Слободану Милошевићу српски академик Чедомир Попов у свом сведочењу је рекао да ни један озбиљан српски политички лидер никада није настојао да успостави Велику Србију, наглашавајући да је цела прича о Великој Србији само мит и непријатељска пропаганда.

### Распад Југославије
Меморандум никада није био званичан акт Академије. Њега су писали неки академици, али тај акт не припада Академији, јер никада није усвојен ни на једном нашем органу.

— Никола Хајдин, Предсједник САНУ 2003—2015

Када се појавила меморандумска афера, ми смо на Западу доживели аплауз. Онда је то протумачено као антикомунистички спис, као продор у неку нову демократску државу. Званична политика у земљи нас је напала. ...Нама је влада Ивана Стамболића одузела право на прославу стогодишњице САНУ. У Хагу се сада опет потеже Меморандум. Наравно, сада им треба друга варијанта. То је вртлог дневне политике.

— Дејан Медаковић, један од аутора меморандума и предсједник САНУ 1999—2003
После 1961, 103.000 Срба и Црногораца напушта Косово, углавном због притисака албанских власти и популације Због таквих појава дискриминације Срба половином 1980-их Српска академија наука и уметности доноси Меморандум САНУ, који износи становиште да су Срби дискриминисани у Југославији и да се над њима врши геноцид од стране Албанаца на Косову. Након тога долази до бујања српског национализма и таласа организованих протеста Срба и Црногораца широм земље (митингаши су имали превоз организован аутобусима. Под притиском демонстрација, долази до рушења покрајинских власти Војводине и Косова, заједно са републичким властима Црне Горе, и њихове смене људима оданим Слободану Милошевићу.
Српски националисти су именовали су Југославију као највећу катастрофу Србије, сматрајући катастрофалном грешком што је Србија пристала на југословенску државу, уместо да је створила Велику Србију у повољном периоду након Првог светског рата. Великосрпском идејом су били прожети главни чиниоци српске политике (укључујући СПС, СРС и СПО), насупрот настојањима међународне заједнице за очувањем постојећих граница југословенских република.
У периоду непосредно пре распада заједничке државе објављен је Меморандум САНУ. У питању је документ који је израдило неколико академика САНУ између 1985. и 1986. Меморандум наглашава тежак положај и неравноправност српског народа у Југославији, а посебно на Косову и Метохији, где се, како је наведено, спроводи „физички, политички, правни и културни геноцид над српским становништвом”. Демонстрације Албанаца на Косову 1981. године српски академици називају „неофашистичком агресијом”. Меморандум даље критикује конфедерализам и велика овлаштења аутономних покрајина, омогућена југословенским уставом из 1974. године, оцењујући да су Срби њиме дискриминисани. Српски академици сматрају да су потребне уставне промене у Југославији због неравноправног третирања и слабљења Србије (страна 46) и да „српско питање” неће бити решено пре остварења пуног националног и културног јединства Срба, без обзира где живе (стране 70-73).
Меморандум је непосредно по објављивању изазвао бурне реакције у земљи, због својих погледа на стање нације и захтева за темељном реорганизацијом СФЈР. На ванредној скупштини САНУ 18. децембра 1986. дата је подршка Меморандуму, а током дискусије је напоменуто:
У прилог израде оваквог програма речено је да Србија од Гарашанина није имала свој национални програм, а од Светозара Марковића нико није разматрао српско питање...— Коста Михаиловић
Међу Хрватима се овај документ сматра изразом великосрпског национализма, док га извештај УН сматра средством ширења антиалбанских осећања. Сматра се да је Меморандум САНУ имао кључну улогу у распаду Југославије.

### Састанак у Карађорђеву (1991)
Састанак у Карађорђеву је одржан у марту 1991. године у Карађорђеву (Војводина, СР Србија) између председника СР Хрватске Фрање Туђмана и председника СР Србије Слободана Милошевића о тадашњој ситуацији у СФРЈ. Тачни детаљи тог састанка никад нису објављени јавности, али је Душан Биланџић, Туђманов саветник који је присуствовао састанку, касније објавио књигу у којој тврди да је „суштина састанка била подела Босне и Херцеговине”.
Милошевић је на тим преговорима захтевао све територије на којима су Срби имали већину. То је укључивало нпр. источну и западну БиХ. Туђман и његово вођство су тражили првенствено западну Херцеговину где су Хрвати имали већину. Између такве проширене Хрватске и проширене Србије требало би да буде мала муслиманска државица.
Добрица Ћосић, председник Савезне републике Југославије, у октобру 1992. године у Женеви са Туђманом потписује споразум о замени територија и „хуманом пресељавању становништва”. Неки у овоме виде конкретизацију претходног договора о подели Босне и Херцеговине.

### План Војислава Шешеља
Шешељев план Велике Србије се заснивао на начелу „Где су српски гробови, ту су српске земље”, комбинујући историјско и етничко право на територије суседних југословенских република. Он је у оквире своје Велике Србије предлагао укључење већег дела територије СФРЈ, и то целих република Србије, Македоније, Црне Горе, Босне и Херцеговине, као и великог дела Хрватске, подељене по линији Карлобаг—Огулин—Карловац—Вировитица. Сматра се да је Шешељ ту идеју преузео од Стевана Мољевића, четничког идеолога из Другог светског рата. Иза овог програмског опредељења стајао је Шешељев Српски четнички покрет, а касније Српску радикалну странку, која је слала своје добровољце на југословенска ратишта. Једино СРС још увек званично заступа овај програм. Некадашњи високи функционери Српске радикалне странке Томислав Николић (некадашњи заменик председника) и Александар Вучић (некадашњи генерални секретар) су након њеног напуштања 2008. године изјавили да је идеја Велике Србије нереална.
У пресуди Војиславу Шешељу, судије су пресудиле да стварање Велике Србије није био било какав злочиначки већ политички пројекат.

### Драшковићев план
У јесен 1990, у време већ распламсалих оружаних сукоба у Хрватској, Вук Драшковић, председник Српског покрета обнове, организовао добровољачку војну формацију под називом Српска гарда и послао ју је на ратиште. Формација је на терену била под командом Ђорђа Божовића Гишке.
Драшковић је почетком 1990-их предложио свој план Велике Србије, која би обухватала Србију, Македонију, Црну Гору и делове БиХ и Хрватске са високим процентом Срба. Овај план је требало да буде нека врста мировног плана између Срба и Хрвата. План је подразумевао преуређење Босне и Херцеговине тако што би јој били припојени делови Хрватске насељени Србима (највећи делови Републике Српске Крајине и део јужно од Дубровника), али би Хрватска заузврат добила делове БиХ који су претежно насељени Хрватима. Муслимани не би имали никакву врсту аутономије у оквиру српске државе. Драшковић је критиковао Милошевића јер се, по његовом мишљењу, није довољно залагао за Велику Србију. Сам Драшковић и његова странка, Српски покрет обнове, су касније напустили овај програм и од тада се више не залажу за било какво проширење српске државе.

### Милошевићев план „Крње Југославије”
Током југословенске кризе, припадници српске интелектуалне и политичке елите су покушали да дефинишу српске националне циљеве (нпр. да сви Срби треба да живе у једној држави) у оквиру дискурса социјалистичке Југославије. Према оптужбама Међународног суда за ратне злочине у Хагу, Милошевић је покушао да насиљем оствари идеју „сви Срби у једној држави”, при чему није помињао историјски концепт „Велике Србије”, али је сарађивао са националистима попут Шешеља који су га заговарали. 1991. године, након проглашења независности Словеније и Хрватске, Слободан Милошевић и тада владајућа Социјалистичка партија Србије су заузели став да се Хрватска може отцепити, али не може на то приморати Србе у Хрватској који желе да наставе да живе у Југославији. Један од твораца Меморандума САНУ и челник владајуће Социјалистичке партије Србије, средином 1991. године је поручио:
Та нова државна граница мора у Хрватској ићи линијом разграничења српског и хрватског народа. ЈНА треба да поседне ту нову границу и спречи даље нападе државних и паравојних терориста на незаштићено цивилно становништво.— Михаило Марковић
Народна скупштина Републике Србије је 8. јула 1991. затражила „од савезних органа и ЈНА да штите само онај део Југославије у којем се народи који живе на тим просторима изјасне да желе живети заједно”. Милошевић је намеравао да створи крњу Југославију, која би обухватала Србију, Црну Гору, Македонију, Босну и Херцеговину и делове Хрватске насељене Србима. Међутим, ти планови падају у воду 1992. године проглашењем независности БиХ и Македоније, па Србија остаје у државној заједници само са Црном Гором. Аналитичари сматрају да је Милошевић инсистирао да задржи име Југославија из два разлога: 1) да би оправдао анексију делова Хрватске и Босне и Херцеговине, 2) да би Крња Југославија стекла међународно признање као наследница СФРЈ.

### Деведесете
По увођењу вишестраначја долази до груписања по националној основи. У Србији се јављају странке које јавно траже стварање Велике Србије. Српски политичари су сматрали међурепубличке границе искључиво административним, које не могу да постану међудржавне.
Након отцепљења Хрватске и Босне и Херцеговине од Југославије, долази до оснивања српских ентитета у тим републикама. На територији Хрватске је проглашена Република Српска Крајина, а на територији Босне и Херцеговине Република српска народа у Босни и Херцеговини. Те српске државе су убрзо образовале и своје оружане снаге (Српску војску Крајине и Војску Републике Српске) уз логистичку подршку Југословенске народне армије, која је остала под контролом Срба.
Срби у југословенским републикама нису живели у засебним етничким срединама, већ заједно са осталим становништвом, те није било могуће спровести јасно разграничење између српских и несрпских области. У пракси је то био повод за оружане сукобе око територија, који прерастају у рат у Хрватској и рат у Босни и Херцеговини. У овим ратовима су дејствовале и многе српске паравојне формације, међу којима Арканови тигрови, Шешељеви добровољци, Драшковићева Српска гарда, Книнџе Драгана Васиљковића и други.

### Догађаји после грађанског рата деведесетих
Неуспех прекрајања државних граница у југословенским ратовима је имао далекосежне последице по Србију и шири регион. Срби, а посредно и Србија, су током ратова стекли негативну репутацију у светској јавности. То добро осликава шовинистичка изјава тадашњег француског председника Жака Ширака, који је лета 1995. године изјавио: „Срби не поштују ни Бога ни закон; то је народ разбојника и терориста!”
У промењеној међународној ситуацији, годину дан након избијања рата на Косову и Метохији 1996. године, због злодела албанских терориста, долази до НАТО бомбардовања СРЈ, након чега је Србија изгубила контролу над јужном аутономном покрајином. Неколико година касније, Црна Гора је постала независна држава чиме је окончано постојање државне заједнице.
17. фебруара 2008. Скупштина Косова, уз подршку дела ЕУ и САД, проглашава једнострану независност од Србије.
Поједини аутори су концепт Српског света тумачили као ново рухо идеје Велике Србије.

## Анализа
Наратив о Великој Србији се у народима из бивше Југославије користи ради промовисање интереса сопствених народа и сузбијање српских као и, раније, за остварење привилегованих позиција и економске добити унутар друге Југославије. Наратив је постао један од основних чинилица хрватске националне пропаганде.
Академик и експерт за питање Велике Србије Чедомир Попов сматра да се наводи о „великосрпским намерама” често користе у политички антисрпске интересе и да су чињенично нетачни. Попов тврди да током српске историје Велике Србије никада није било нити ће је бити.
Историчар Сима Ћирковић наводи да гунђања о Великој Србији и упирањем прстом у Начертаније и Меморандум неће решити постојеће проблеме као и да је у питању злоупотреба историје.
Аутор Мухарем Баздуљ сматра да се питање Велике Србије и великосрпске хегемоније инструментализује од стране регионалних душебрижника.

### Хашки трибунал
Велика Србија је као концепт више пута помињана у неколико судских процеса у оквиру Хашког трибунала.
Често позиван сведок експерт Хашког Трибунала Џејмс Гау (James Gow) био је по професији универзитетски професор Кингс колеџа у Лондону и члан групе експерата
при Секретаријату за Стратешку одбрану УК. Гау је аутор чланка Serbian Nationalism and the Hissssing Snake In the International Order Whose Sovereignity? Which Nation?. Оригинални наслов на енглеском језику један од српских симбола СССС пореди се са сиктањем змије. У свом чланку је српски национални симбол индиректно поредио са свастиком и текст је завршио закључком да се шиштеће змије које бацају свој отров могу смирити употребом војних снага. У својим излагањима Гау је тврдио да је идеја Велике Србије имала разне облике и форме од 19. века, попут програма Начертаније, па све до скорашњих историјских догађаја. На додатна питања и потпитања током испитивања, изјавио је да није експерт за историју деветнаестог века.  Он је посебно обликовао мишљења судија о улози српске историје и наводне идеје о Великој Србији.
Предавач на Харварду Одри Хелфанг Бадинг је такође као сведок-експерт Хашког трибунала тврдила да су српски национализам и његова интелигенција главни ако не и једини узрок сукоба у бившој Југославији.
Она је, као и други сведоци, тумачила Начертаније али и дело Вука Караџића Срби сви и свуда, као примере идеје о животу свих Срба у једној држави. Академици Василије Крестић и Коста Михаиловић оценили су њено сведочење као необјективно, наводећи да је била под утицајем америчких политичких интереса и идеологије као и хрватске памфлетске историографије.
У пресуди Војиславу Шешељу, судије су пресудиле да стварање Велике Србије није био било какав злочиначки већ политички пројекат.

### Пропагандна употреба
Према Бориславу Јовићу, синтагма великосрпски национализам осмишљена је у другој Југославији и уврштена у званична документа партије и државе као становиште које треба искоренити. Оптужбе за великосрпски национализам користиле су се као средство сузбијања српских интереса и легитимних питања унутар заједничке државе те одбијања разговара о правима припадника српског народа где је чинио мањину. Поред притиска борбе против великосрпског национализма која је чврсто спровођен у оквиру партије и њене високе дисциплине, СР Србија је створена састављена од две аутономне покрајине са широким опсегом права, што их је неретко доводило у сукобљавање са Београдом.
Према концепту комунистичке власти, Срби из Србије требали су да буду први међу борцима против великосрпског национализма. Академици, научници, професори, директори предузећа и други припадници елита који су заступали интересе Србије или штрчали по успешности (директори предузећа), били су смењивани и маргинализовани.
Иста синтагма се користила током ратова деведесетих, у периоду транзиције као и на суђењима у оквиру Хашког трибунала.
Јовић сматра да ће се пропагандна синтагма о великосрпском национализму користити све док и последњи Србин не буде протеран у матицу Србију.

## Суседске претензије ка Србији
Националисти у готово свим суседним земљама које окружују Србију такође имају своје иредентистичке програме стварања великих националних држава по цену мира. Ове територијалне претензије односе се и на територију Србије, а посматране све заједно, одузеле би Србији читаву територију, што најбоље показује неодрживост „великонационалних” идеологија у историјски вишенационалним областима.
Тако великоалбански националисти тврде да полажу право на територије Косова, Метохије и долине Прешевске Моравице, која укључује општине Прешево, Медвеђу и Бујановац, чак и оне већински српске делове. Они најекстремнији пак желе читаве српске области до Ниша (укључујући и Рашку област).
Великохрватски националисти сматрају да читава област Срема и српски део Бачке треба да припадне Хрватској. Поред тога, сматрају да полаже право на читаву Босну и Херцеговину, укључујући и Републику Српску, већинско српски ентитет, као и места где већинско становништво чине Бошњаци (сматрају их Хрватима исламске вероисповести), Рашку област и Боку которску.
Великомађарски националисти сматрају да читава област савремене Војводине традиционално припада Мађарској (Угарској). У Мађарској данас делује више екстремистичких покрета (од којих је најпознатији 64 жупаније) који захтевају повратак Војводине у државни оквир Мађарске.
Великорумунски националисти имају претензије ка читавој области Баната, која је након балканских ратова остала административно подељена између између Србије, Румуније и Мађарске. Историјска престоница Баната је Темишвар, који се данас налази у Румунији. Такође имају претензије ка Тимочкој Крајини; где Власи чине немали део становништва, сматрајући их етничким Румунима.
Великобугарски националисти сматрају делове Јужне и источне Србије својим Западним покрајинама а њихово становништво етничким Бугарима, изложеним вишедеценијском процесу србизације.
Великобошњачки националисти присвајају територију некадашњег Смедеревског санџака, Новопазарског санџака и велики део Метохије; с образложењем да ту живе или су некада живели Словенски Муслимани, односно Бошњаци.
Великомакедонски националисти присвајају околину Трговишта, уз образложење да је то део Македоније као географске области.